# Rapagnano
Rapagnano är en ort och kommun i provinsen Fermo i regionen Marche i Italien. Kommunen hade 2 021 invånare (2018).